# Japanische Badmintonmeisterschaft 1949
Die Japanische Badmintonmeisterschaft 1949 war die dritte Austragung der nationalen Titelkämpfe im Badminton in Japan. Sie fand in Tokio statt.	

## Titelträger
| Disziplin    | Sieger                        |
| ------------ | ----------------------------- |
| Herreneinzel | Junichi Oka                   |
| Dameneinzel  | Toyoko Yoshida                |
| Herrendoppel | Junichi Oka Mankichi Sōma     |
| Damendoppel  | Toyoko Yoshida Chieko Tamura  |
| Mixed        | Yasuhisa Yamada Chieko Tamura |